# Powerlift

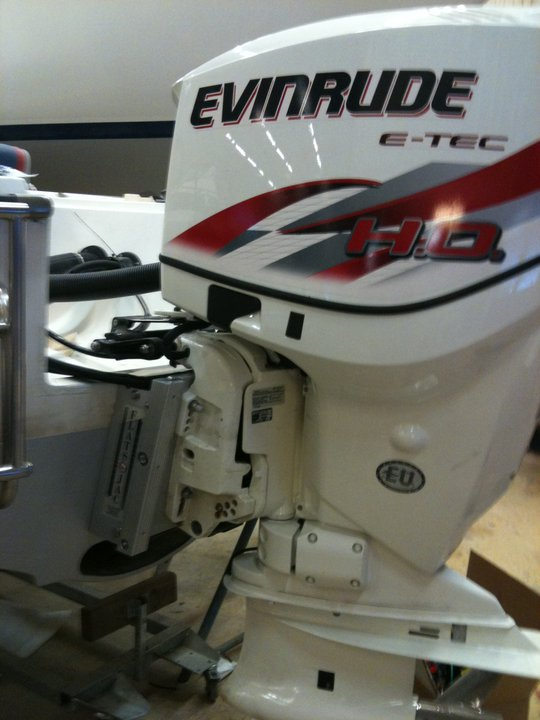
Powerlift, även benämnd som jackplate, monterad mellan motor och akterspegel.

Powerlift, även benämnd jackplate, (motorlyft eller motorhiss) är en mekanisk anordning för höjdmässig justering av utombordsmotorns placering på en planande motorbåts akterspegel.
Syftet med powerliften är optimera motorns såväl som propellerns verkningsgrad och därigenom öka båtens fart, förbättra komforten eller minska bränsleförbrukningen. Genom att hissa motorn behåller man även styrförmågan i grunda vatten, jämfört med att trimma ut motorn med dess powertrim då båten knappt går att styra.
Powerliften är företrädesvis tillverkad i aluminium, är antingen manuell eller hydraulisk och monteras mellan utombordsmotorn och akterspegeln. Den manuella powerliften kan justeras med hjälp av verktyg och låses i sitt läge innan färd medan den hydrauliska powerliften kan justeras från förarplatsen under färd.
Powerliften är vanligt förekommande på tävlingsbåtar men även snabba powerboats.